# Rein Lang

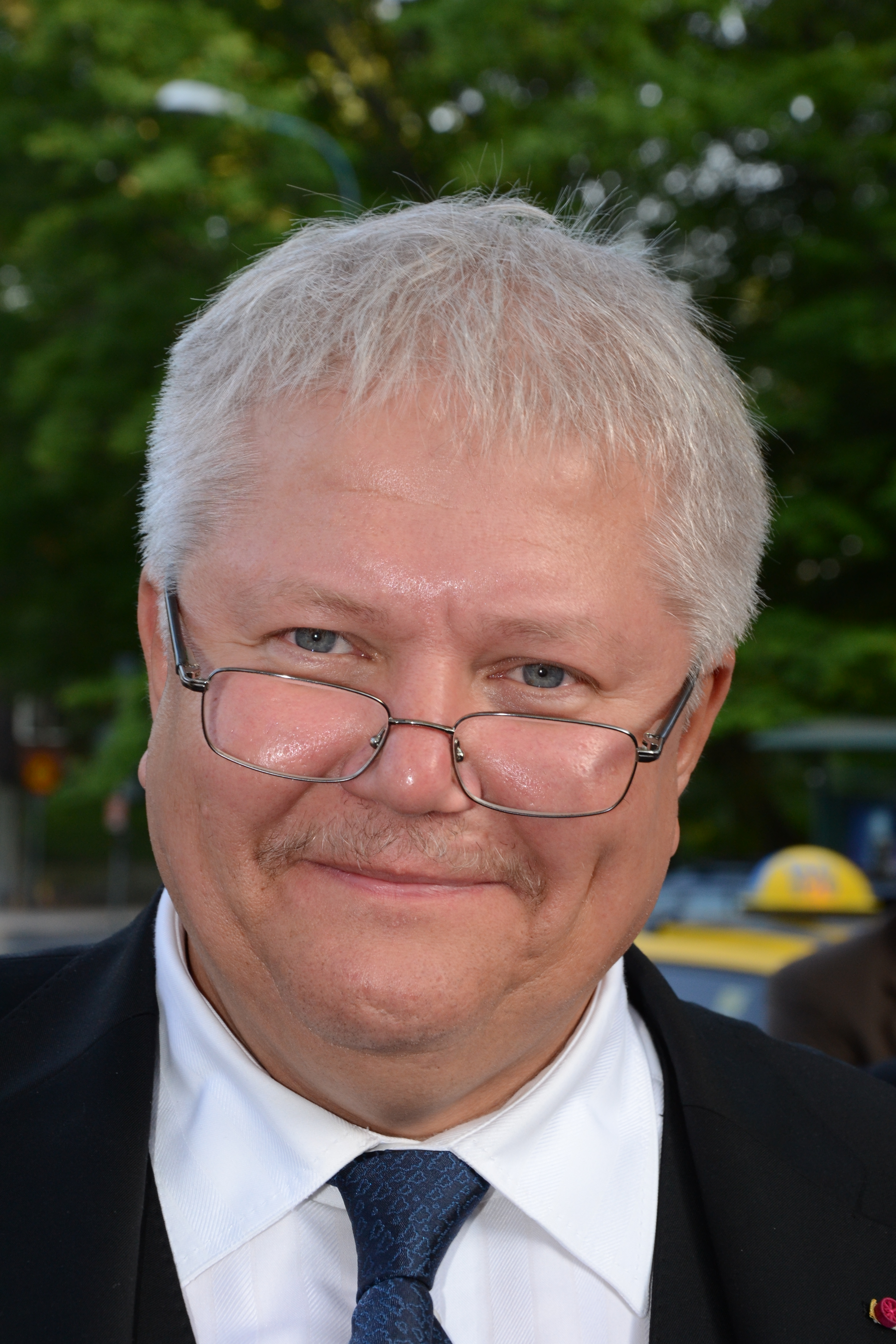
Rein Lang (Stockholm, 2011)

Rein Lang (* 4. Juli 1957 in Tartu) ist ein estnischer Politiker. Er war von April 2011 bis Dezember 2013 Kulturminister der Republik Estland. Lang gehört seit 1995 der liberalen Reformpartei (Reformierakond) an.

## Leben
Rein Lang wuchs in Finnland auf, wo sein Vater als sowjetischer Diplomat tätig war. Er schloss 1980 sein Studium der Rechtswissenschaft an der Universität Tartu ab. Mit Wiedererlangung der estnischen Unabhängigkeit ging er zunächst in die Privatwirtschaft. 1992 gründete er die erste private Radiogesellschaft Estlands. Lang war von 2001 bis 2003 stellvertretender Bürgermeister von Tallinn. Von 2003 bis 2005 gehörte er dem estnischen Parlament an, unter anderem als stellvertretender Parlamentspräsident und Vorsitzender des Europaausschusses. Er war estnisches Mitglied im Europäischen Konvent.
Vom 21. Februar bis 13. April 2005 war Lang in der Regierung von Juhan Parts kurzzeitig Außenminister. Am 13. April 2005 wurde er Justizminister in der Regierung von Ministerpräsident Andrus Ansip.
Im April 2011 wechselte Lang in der Regierung auf den Posten des Kulturministers. Im November 2013 kritisierten ihn die Opposition und Journalistenverbände stark, da er sich in innere Angelegenheiten der staatlich geförderten Kulturzeitung Sirp eingemischt hatte. Lang trat einen Monat später von seinem Amt als Kulturminister zurück. Er ist seitdem wieder Abgeordneter im Parlament.

## Privatleben
Lang lebt in nichtehelicher Lebensgemeinschaft und hat eine Tochter.